# Bartolomeo Gennari

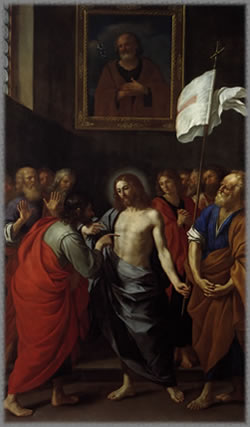
Incrédulité de Thomas, ca 1644.

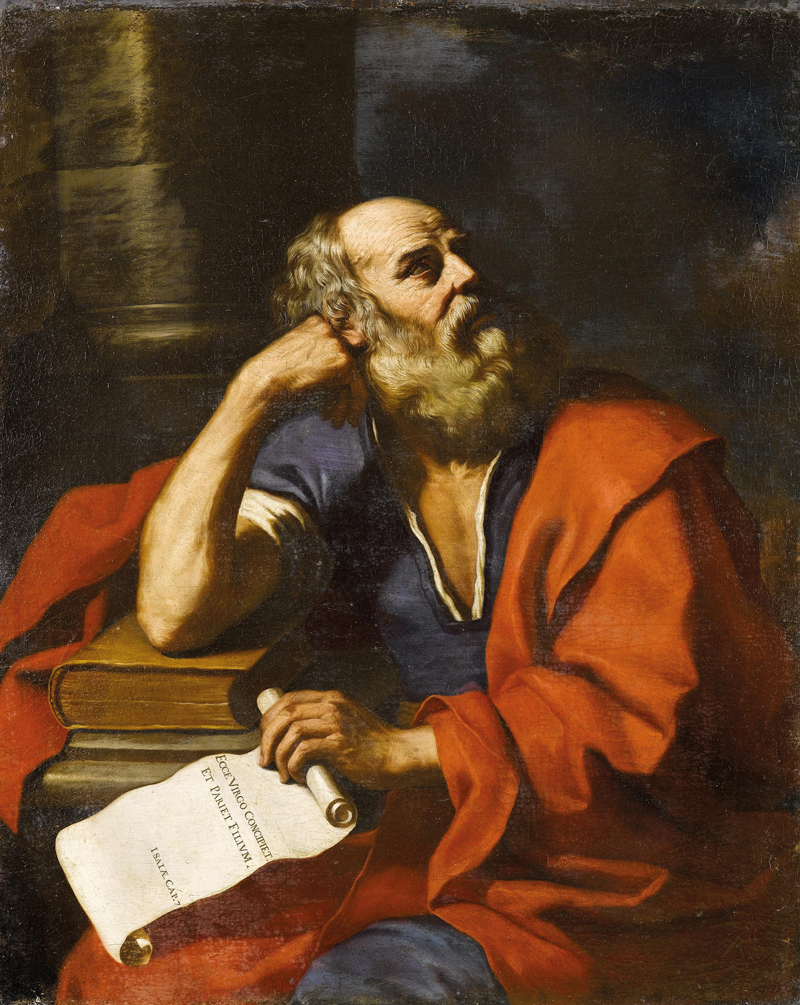
Le prophète Isaïe (Collezione M – collezione privata).

Bartolomeo Gennari, baptisé le 10 juillet 1594 à Cento et mort le 29 janvier 1661 à Bologne, est un peintre italien.

## Biographie
Fils de Benedetto Gennari dit l'Ancien, son acte de baptême est enregistré dans la collégiale de San Biagio in Cento : « Io Ercole Dondini Arciprete etc. ho battizato Bertolomio filiolo di M. Benedetto Genari et la Consorte Mad. Julia Buovi, et fu tenuto da M. Agustino di Faci et la Comar Mad. Jacoma Burgnona li 10 de Julio 1594 ».
Avec son frère cadet Ercole (1597-1658), il est pendant toute sa vie un collaborateur de Guercino, dont il copie les œuvres. Parmi ses œuvres indépendantes figure un Saint Thomas, autrefois dans l'église du Saint Rosaire de Cento et aujourd'hui à la Pinacothèque de la Commune, « une œuvre bien conçue, bien agencée et peinte avec une certaine douceur de texture et une force de couleur », dans le style tardif de Guercino. Une Vierge à l'Enfant et un Saint Felice da Cantalice, conservée à la galerie d'art municipale de Cesena, lui est également attribuée. Le tableau Saint Jean l'Évangéliste prêchant aux disciples se trouve à Forlì, dans l'église de San Filippo Neri.
Son Assomption est conservée dans l'église de Santa Maria del Carolia à Bologne.
Parmi ses élèves figure le peintre Giuseppe Maria Galleppini de Forlì.
Mort le 29 janvier 1661 à Bologne, il est inhumé dans l'église bolognaise de San Nicolò degli Albari.